# Brain Age: Train Your Brain in Minutes a Day!
Brain Age: Train Your Brain in Minutes a Day! (укр. Вік мозку: Тренуйте свій мозок за кілька хвилин на день!), відомий як Dr. Kawashima's Brain Training: How Old Is Your Brain? (укр. Тренування мозку доктора Кавашими: скільки років вашому мозку?) у PAL-регіоні — навчальна відеогра-головоломка, розроблена та видана Nintendo для Nintendo DS. Компанія заявила, що це розважальний продукт, натхненний роботою професора Тохокуського Університету Рюти Кавасіми в галузі нейронаук.
Спочатку він був випущений в Японії, а пізніше в Північній Америці, Європі, Австралії та Південній Кореї. За ним вийшло продовження під назвою Brain Age 2: More Training in Minutes a Day!, а пізніше було дві перероблені гри Brain Age Express для сервісу DSiWare, яка використовує популярні головоломки з цих ігор, а також кілька нових, і Brain Age: Concentration Training для Nintendo 3DS. Нова частина серії, Dr Kawashima's Brain Training for Nintendo Switch, для Nintendo Switch, вийшла в Японії 27 грудня 2019 року.
Brain Age містить різноманітні головоломки, включно з тестом Струпа, математичними запитаннями та головоломками судоку, які допомагають підтримувати активність певних частин мозку. Він був включений у лінійку Touch! Generations, під цим брендом виходять ігри для більш казуальної ігрової авдиторії. Brain Age використовує сенсорний екран і мікрофон для багатьох головоломок. Він отримав високі оцінки від рецензентів та був успішний у комерційному плані, продажі склали 19,01 мільйона копій по всьому світу (станом на 30 вересня 2015 року). Гра має численні нагороди за якість та інноваційність, але були суперечки щодо наукової ефективності гри. Пізніше, гра була випущена в Nintendo eShop для Wii U в Японії в середині 2014 року.

## Ігровий процес

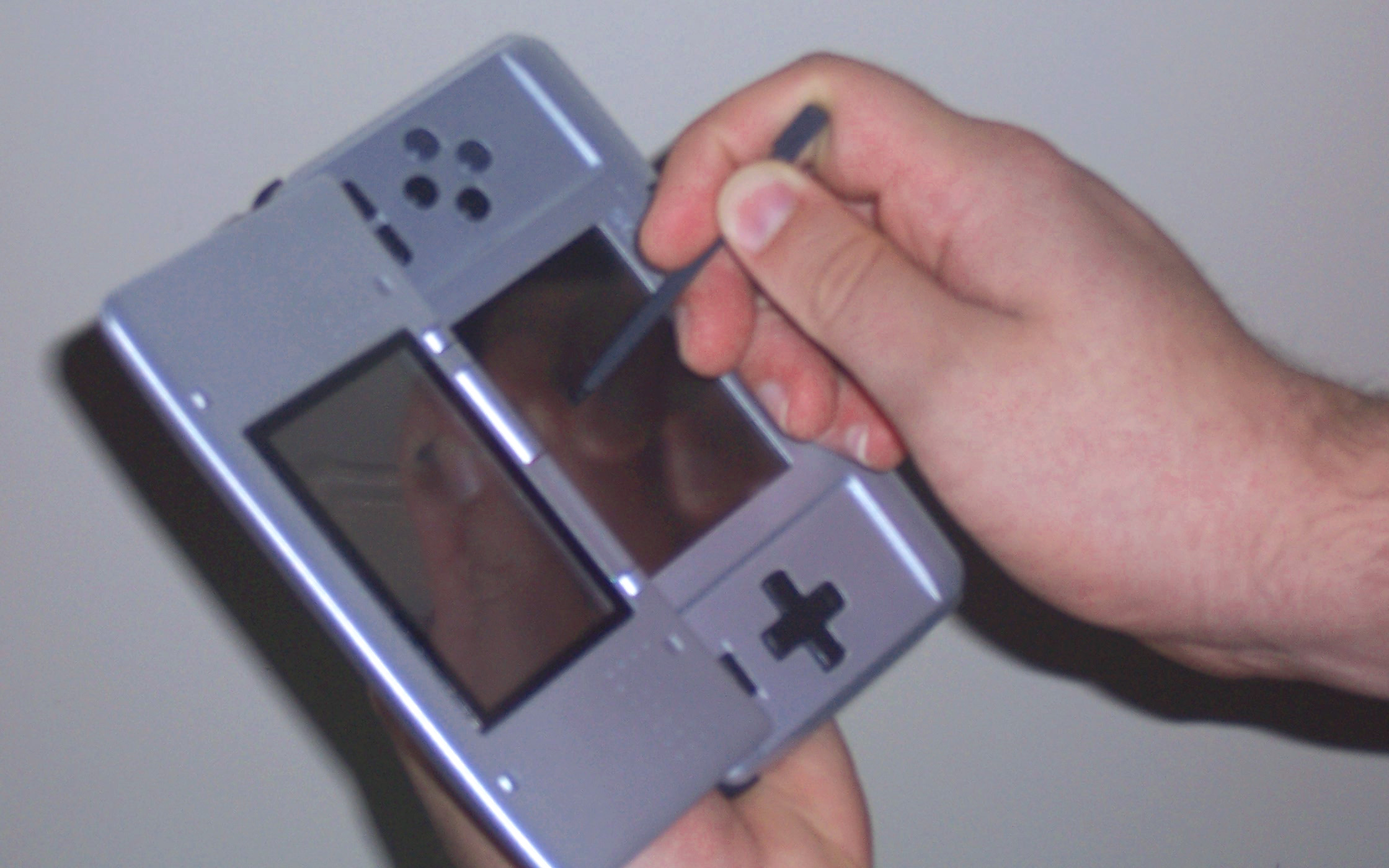
У Brain Age грають, тримаючи Nintendo DS боком.

У гру Brain Age можна грати потроху щодня, подібно до ігор Nintendogs і Animal Crossing: Wild World. Nintendo DS має бути повернути боком у грі повністю сенсорне та голосове керування: гравець або пише відповідь на сенсорному екрані, або промовляє її в мікрофон. Перш ніж гравець зможе почати перший сеанс у Brain Age, він повинен ввести інформацію. Спочатку треба підтвердити дату та вибрати, якою рукою вони пишуть, а потім ввести своє ім'я та дату народження.
Наприкінці всіх головоломок Brain Age Check, Training Puzzles, Quick Play і Sudoku гравцю показує, наскільки швидко він їх виконав, (відповідно до таких метафор, як «швидкість велосипеда» та «швидкість реактивного літака», найвища — «швидкість ракети»), а також підказка щодо покращення мозку гравця або пов'язана з грою. Якщо час і результати гравця в Brain Age Check або Training високі й пройдені швидко, вони з'являться в топ три, або по одному параметру, або зразу двох: швидкість і результат. Показаний топ три — це три найкращі спроби гравця розгадати головоломку, а також можна було порівняти топ зі спробами інших гравців. Очки гравця зараховуються лише під час його першої спроби скласти головоломку щодня.
Гравець також отримує марки за кожен день виконання головоломок. Коли накопичується достатньо марок, гра відкриває певні функції, наприклад більше головоломок у режимі навчання, складні версії цих головоломок і можливість налаштовувати власні марки.
Поки гравець переходить по меню й не проходить головоломки, з'являється професор Кавасіма, який підказує та заохочує користувача до гри. Brain Age дозволяє зберігати профілі на одному картриджі DS до чотирьох гравців, і вони можуть взаємодіяти один з одним різними способами. Є п'ять режимів гри — Brain Age Check, Training, Quick Play, Download і Sudoku.
Починаючи сеанс, Кавасіма може попросити гравця взяти участь у малюванні, який вимагає від гравця намалювати людину, місце чи предмет напам'ять за допомогою сенсорного екрана. Після того, як гравець намалює всі три, гра порівняє його чи схожий малюнок із прикладом, створений розробниками гри, разом із порадами щодо того, на чому підкреслити зображення. Якщо на ігровому картриджі збережено більше одного профілю гравця, зображення за день можна порівняти зі зображеннями інших гравців.
Кавасіма також може попросити гравця взяти участь у вікторині пам'яті, яка вимагає від гравця пригадати нещодавню подію, наприклад, що гравець їв або що бачив по телебаченню напередодні. Через кілька днів він запитає ще раз те саме питання, на яке треба так само відповісти, а потім порівнює відповідь, надану кілька днів тому, щоб перевірити навички запам'ятовування. Гравець не оцінюється за здатність запам'ятовувати. Мета цих завдань полягає в тому, щоб допомогти гравцеві покращити його або її пам'ять.

### Brain Age Check
Гра включає чотири режими: Brain Age Check, Training, Quick Play і Sudoku. Для перевірки віку мозку надається три мінігри-головоломки. Перший, як правило, це тест Струпа, хоча гравець може пропустити цей тест, якщо він не знаходиться в тихому середовищі або з інших причин не може говорити в мікрофон. Наприкінці Brain Age Check гра повідомляє про «вік мозку» гравців, тобто теоретичну оцінку віку мозку гравця. Що вищий вік мозку, то гірший гравець. Найкраща можлива оцінка — 20, а найгірша — 80, згідно з теорією Кавасіми, згідно з якою мозок припиняє розвиватися у 20 років. Гравець може повторно перевірити вік мозку, але лише через день.
Коли гравець підтвердить, чи може він говорити в мікрофон, професор Кавасіма опише першу загадку. Якщо гравець відповів, що може говорити, гра починається з тесту Струпа, якщо гравець не може використовувати мікрофон, гра вибирає випадкову головоломку з наступних: Calculations X20, Word Memory, Connect Maze та Number Cruncher.
Під час тесту Струпа гра показуватиме одне з чотирьох слів і кольорів: синій, чорний, жовтий і червоний. Одне зі згаданих слів з'явиться на екрані випадковим кольором, який може не збігатися з кольором, позначеним словом. Гравцеві пропонують назвати колір слова, а не саме слово (наприклад, якщо слово Yellow з'являється синіми літерами, правильною відповіддю є «синій» відповідно до ефекту Струпа для деталей).
У Speed Counting, який вимагає говорити, але не використовує мікрофон, гравець рахує від одного до 120 якомога швидше, не заплутуючи назви чисел.
Word Memory надає гравцеві список із 30 слів із чотирьох літер. Гравцеві дається дві хвилини, щоб вивчити список і запам'ятати якомога більше слів. Після закінчення часу гравець повинен записати якомога більше слів протягом трьох хвилин. Написання слів, яких не було в списку, не призведе до втрати гравцем оцінок, але система їх не розпізнає, а якщо повторно написати слово яке запам'ятали, то тест повідомить гравців, що вони вже написали це слово.
Connect Maze дає гравцям випадково створену групу кіл із буквами та цифрами в них. Гравець повинен слідувати шаблону A-1-B-2, поки не досягне M-13 якомога швидше.
Calculations × 20 надає гравцеві 20 простих розрахункових рівнянь, які включають додавання, віднімання та множення. На верхньому екрані зображатимуться задачі, які прокручуються вгору відповідно до правильної чи неправильної відповіді, а сенсорний екран використовується для написання відповіді. Цей тест також доступний у розділі навчання.
Гра на розумову спритність Number Cruncher, показує кілька чисел, які відрізняються за зовнішнім виглядом і поведінкою на екрані, а над ними стоїть запитання, наприклад «скільки чисел синього кольору?» або «скільки чисел рухається?», на які гравець повинен відповісти якомога швидше.

### Training
Режим Training дозволяє гравцеві грати в різні навчальні програми, причому всі, крім однієї, є ексклюзивними для режиму навчання. Як тільки гравець виконує принаймні одну програму, Кавасіма нагороджує гравця печаткою, яку він ставить на поточну дату. Якщо гравець виконує принаймні три програми, штамп збільшується в розмірах. Після накопичення певної кількості печаток Кавасіма нагородить гравця новою програмою, режимом складності або додатковою функцією в меню «Параметри». У кожну програму можна грати скільки завгодно разів, хоча на графіку цієї головоломки буде зараховано лише перше проходження за день.

#### Мініігри
У режимі навчання є дев'ять навчальних програм:
1. Calculations × 20, ідентичний Brain Age Check. Вправа на розумову спритність із загалом 20 простими обчисленнями, які включають додавання, віднімання та множення.
2. Calculations × 100, що те саме, що Calculations × 20, але зі 100 запитаннями замість 20. Є жорсткий режим, який включає простий поділ.
3. Reading Aloud дає гравцеві уривок із класичної історії, як-от «Легенда про Сонну Балку» або «Маленькі жінки» і дає гравцеві завдання прочитати історію вголос або без звуку, щоб побачити, як швидко він це зможе зробити. Гравець просувається уривком, натискаючи Далі, доки не досягне кінця уривка. Якщо гравець натисне «Далі» надто швидко, це буде розцінено як шахрайство, і програма зарахує дію як скасовану.
4. Low to High: гра вказує запам'ятати кілька чисел у коробках; ці поля з'являються без цифр, але після рахунку 3, цифри з'являються лише одну секунду. Після цього гравці повинні запам'ятати числа від найнижчого до найвищого та клацнути правильний квадрат, а впорядкування чисел вважатиметься помилкою. Залежно від того, правильно чи неправильно відповість гравець, кількість ящиків збільшується або зменшується, тобто в грі є адаптивна складність від принаймні 4 ящиків до максимум 16.
5. Syllable Count показує кілька фраз, одну за одною, на верхньому екрані, і гравець повинен написати кількість складів у кожній фразі на сенсорному екрані.
6. Head Count показує випадкову кількість людей на верхньому екрані (наприклад, 4). Через кілька секунд, щоб дозволити гравцеві порахувати кількість людей, на них падає будинок. Гравець повинен уважно стежити за екраном, оскільки люди, що знаходяться всередині, покинуть будинок, і в будинок увійде більше людей. Згодом припиниться дія, гравця попросять записати, скільки людей зараз перебуває в будинку. Головоломка стає складнішою в міру просування гравця. Також є жорсткий режим, при якому люди також заходять і виходять з комина.
7. Triangle Math: різновид обчислень (здебільшого додавання або віднімання, але іноді може включати правила знаків, як-от -(-3)= 3) у форматі рівня, як трикутник Паскаля⁣, який гравець повинен розв'язати. Ця вправа також має жорсткий режим з додатковим ярусом.
8. Time Lapse зображає два аналогових годинники (наприклад, один о 2:45 і один о 7:30) і вимагає від гравця обчислити різницю в часі між цими годинниками; у такому випадку відповідь буде 4 години 45 хвилин.
9. Voice Calculation, схожий на головоломки обчислень. Однак ця головоломка вимагає від гравця голосно вимовити правильну відповідь, як і в тесті Струпа.

### Quick play
У режимі Quick play може грати кожен, незалежно від того, чи є у нього збереження чи ні. Quick play дозволяє гравцеві грати в трьох режимах — Quick Brain Age Check, Quick Training, та Quick Sudoku, у кожному з яких гравець може спробувати лише одну з простих головоломок. Quick Brain Age Check дозволяє грати тільки в тест Струпа, у Quick Training лише в Calculations × 20. У Quick Sudoku, який доступному тільки для Північної Америки, Європи та Південної Кореї, гравець може грати лише в найпростішу доступну головоломку судоку. Наприкінці кожної сесії буде оцінено вік або час мозку гравця, і Кавасіма дасть прев'ю повної гри.

### Download
Гравець із копією Brain Age може надсилати певні дані гри на інші консолі Nintendo DS за допомогою функції DS Download Play. Вони можуть або завантажити режим Quick Play на Nintendo DS цього гравця, або Calculations × 30, різновид інших головоломок Calculation, у які можуть грати до шістнадцяти осіб. Цей режим не підтримується у версії Virtual Console для Wii U.

### Sudoku
У версії цієї гри для Північної Америки, Європи, Австралії та Кореї є режим судоку, який містить понад 100 головоломок у трьох різних режимах — початковому, середньому та просунутому. Судоку містить сітку 9×9 із числами в кожному квадраті. Деякі з цих цифр видно, а інші ні. Мета полягає в тому, щоб заповнити приховані числа, використовуючи видимі числа як підказки. Кожен рядок, стовпець і сітка 3×3 містять дев'ять квадратів, і кожен має містити кожне число в діапазоні від 1 до 9.

## Наукова ефективність
Багато неврологів рекомендують гру для профілактики деменції/хвороби Альцгеймера. Американська компанія Nintendo відмовилася підтримувати будь-які наукові заяви про переваги гри, підкресливши, що вони займаються розважальним бізнесом.
В одному дослідженні брали участь 600 шотландських студентів, одна група студентів, грали двадцять хвилин у Brain Age перед уроком щодня протягом дев'яти тижнів, контрольна група регулярно вчилася. Студенти проходили тестування на початку та в кінці навчання. Зрештою, група, яка грала в Brain Age, покращила результати тестів на 50 %. Час виконання тестів у групі Brain Age скоротився на п'ять хвилин, контрольна група, змогла покращити результати тестів лише на 25 %.
Інше дослідження за участю 67 десятирічних дітей не знайшло доказів на підтримку тверджень про те, що Brain Age покращує когнітивні функції краще, ніж інші способи тренування мозку. Однак у грі стверджується, що найкращим показником віку мозку є вік користувача щонайменше двадцяти років. Професор когнітивної психології Ален Льєрі з університету Ренна, Франція, сказав: «Nintendo DS — це технологічна перлина. Як гра це добре. Але це шарлатанство стверджувати, що це науковий тест». Допомога дітям із домашніми завданнями, читання, гра в «Скрабл», «Судоку» або перегляд документальних фільмів зрівнюються з перевагами «Brain Age» або перевершують їх. Діти були поділені на чотири групи. Перші двоє пройшли семитижневий курс пам'яті на Nintendo DS, третій складав головоломки з олівцями та папером, а четвертий ходив до школи, як зазвичай. Дослідники виявили, що діти, які грають у Brain Age, не показали значного покращення в тестах пам'яті. У них справді було на 19 % краще в математиці, але так само було і в групі, що вивчала олівець і папір, а четверта група мала на 18 % кращі результати. Що стосується запам'ятовування, то в групі, що вивчала олівець і папір, було покращено на 33 %, у той час, як у групі, яка грала у Brain Age, результати були гіршими на 17 %. У логічних тестах група гравців Brain Age покращилася на 10 %, як і група з олівцями та папером. Діти, які не тренувалися, покращилися на 20 %.
Було також заявлено, що такого ж ефекту «підтримання гостроти мозку» можна досягти, граючи в судоку, тетріс або розмовляючи з друзями.
Дослідження, проведене в період з березня по серпень 2010 року в місті Сендай, префектура Міягі, Японія, оцінювало вплив гри для тренування мозку на людей похилого віку за допомогою подвійного сліпого втручання. Результати показали, що гра у Brain Age протягом 4 тижнів може призвести до покращення когнітивних функцій (виконавчих функцій і швидкості обробки) у людей похилого віку.

## Розробка
Nintendo шукала щось нове для розробки, що сподобалося б як традиційним, так і звичайним гравцям. На одній із зустрічей фінансовий директор японського підрозділу Nintendo запропонував переглянути книгу під назвою «Train Your Brain: 60 Days to a Better Brain» (укр. Тренуйте ваш мозок: 60 днів для кращого мозку), яка мала величезний успіх у Японії. Сатору Івата, президент компанії, домовився про зустріч із професором Рютою Кавасімою, автором книги.
Оскільки Івата та професор Кавасіма були надто зайняті, щоб зустрітися за звичайних обставин, вони обоє погодилися зустрітися протягом години під час випуску Nintendo DS. Звичайна зустріч перетворилася на мозковий штурм, який тривав три години, під час якого професор Кавасіма пояснював основи свого навчання. Івата доручив команді з дев'яти розробників розробити гру та підготувати її до демонстрації за 90 днів.
Звукорежисером Brain Age був Масамі Йоне, а музику написали Мінако Хамано та Акіто Накацука, обидва писали музику для ігор Nintendo ще в 1993 та 1987 роках відповідно. Пісня головного меню з цієї гри пізніше була використана в Super Smash Bros. Brawl.

## Рецензії
| Агрегатор    | Оцінка |
| ------------ | ------ |
| GameRankings | 78.1%  |
| Metacritic   | 77/100 |

| Видання  | Оцінка |
| -------- | ------ |
| 1Up.com  | A-     |
| GameSpot | 7.2/10 |
| GameSpy  | 3.5/5  |
| IGN      | 8/10   |

Спочатку роздрібні торговці були стурбовані щодо здатності нової гри продаватися. Найважливіші роздрібні продавці в Японії отримали гру на 15 хвилин, щоб перевірити її. Зрештою Nintendo забезпечила майже 70 000 замовлень на першу партію, що перевершило більшість очікувань. Для порівняння, на сиквел було розміщено понад 850 000 замовлень до його випуску.
Brain Age отримав позитивні показники продаж. У травні 2005 року було продано приблизно 43 000 копій гри, що вважається хорошою цифрою для навчального тайтлу. Хоча більшість ігор залишаються в японському щотижневому списку найпродаваніших ігор лише кілька тижнів, Brain Age вдалося залишатися, станом на січень 2006 року, серед ігор із найбільшими продажами протягом 34 тижнів (за винятком трьох тижнів). Станом на 11 червня 2006 року Brain Age було продано 2 322 970 копій тільки в Японії. Вона була 94-та найбільш продавана гра в Японії у 2008 році, тоді було продано 140 992 копії, а загальний обсяг продажів за весь період становив 3 750 890. Протягом перших трьох тижнів продажів у Північній Америці, Brain Age було продано 120 000 копій, ставши п'ятнадцятою в рейтингу відеоігор у травні за кількістю проданих одиниць у Сполучених Штатах Америки. У Європі Brain Age отримала визнання критиків, ставши номером 1 у чарті продаж Nintendo DS і номером 4 у чарті для всіх платформ під час дебюту та продавши понад 500 000 одиниць лише за два місяці. Станом на 22 січня 2007 року Brain Age було продано понад 2 мільйони копій у Європі. Станом на 30 жовтня 2007 року у Великій Британії було продано понад один мільйон копій. Це була 10-та найбільш продавана гра для Nintendo DS у грудні 2008 року в Сполучених Штатах. Станом на 30 вересня 2015 року продажі Brain Age у всьому світі становили 19,01 мільйона.
Гру сприйняли загалом позитивно на західному ринку, хоча деякі критикували гру за погане розпізнавання голосу та рукописного тексту. Дизайн гри приніс їй нагороду EIEF06 Edge за інноваційність від журналу Edge. У 2007 році Brain Age отримала нагороду Interactive Achievement Awards як кишенькова гра року. Гра також була представлена в численних медіапрограмах, зокрема в газетах і на телебаченні в різних країнах, включаючи Сполучені Штати (журнал Time і Discovery Channel) та Австралію (представлено в Seven News). Wired включив гру у свій список «15 найвпливовіших ігор десятиліття» під № 5 через те, як вона «протисла домінівні тенденції» та «відкрила еру ігор, які (нібито) хороші для вас, як Wii Fit».

### Міжнародний випуск
Позитивні показники продажів і загальне прийняття у Японії призвели до виходу Brain Age у різних країнах світу. На ринку Північної Америки гра відома під назвою Brain Age: Train Your Brain in Minutes a Day і була випущена 17 квітня 2006 року та включала 108 головоломок судоку різного рівня складності. Nintendo роздала копії північноамериканської версії Brain Age на Конференції розробників ігор у 2006 році. Вони також надіслали безплатні роздрібні версії спеціальним членам форумів Nintendo NSider. Обидві групи отримали свої копії ігор до офіційної дати релізу. Її також роздавали певним продавцям разом із покупкою Nintendo DS Lite.
У Великій Британії та Ірландії гра була випущена під назвою Dr Kawashima's Brain Training: How Old Is Your Brain? Як і американська версія, ця версія також містить судоку. У Великій Британії в перших телевізійних роликах знявся Кріс Таррант. Ніколь Кідман, Ронан Кітінг і Патрік Стюарт також знімалися в європейській рекламі серіалу Brain Age.
Nintendo Australia почала показувати рекламу, у той самий день, коли гра вийшла в Австралії. Протягом періоду з 15 червня по 17 липня 2006 року Nintendo Australia заявила, що за кожну куплену копію Brain Age Nintendo пожертвує 1 австралійський долар на боротьку з хворобою Альцгеймера.
Гра також була випущена в один день із DS Lite у Південній Кореї разом із English Training: Have Fun Improving Your Skills 18 січня 2007 року.